# Рандолф (город, Миннесота)
Рандолф (англ. Randolph) — город в округе Дакота, штат Миннесота, США. На площади 2,7 км² (2,6 км² — суша, 0,1 км² — вода), согласно переписи 2002 года, проживают 318 человек. Плотность населения составляет 123,6 чел./км².
- Телефонный код города — 507, 651
- Почтовый индекс — 55065
- FIPS-код города — 27-53098[1]
- GNIS-идентификатор — 0649818[2]